# Contaminazione visuale

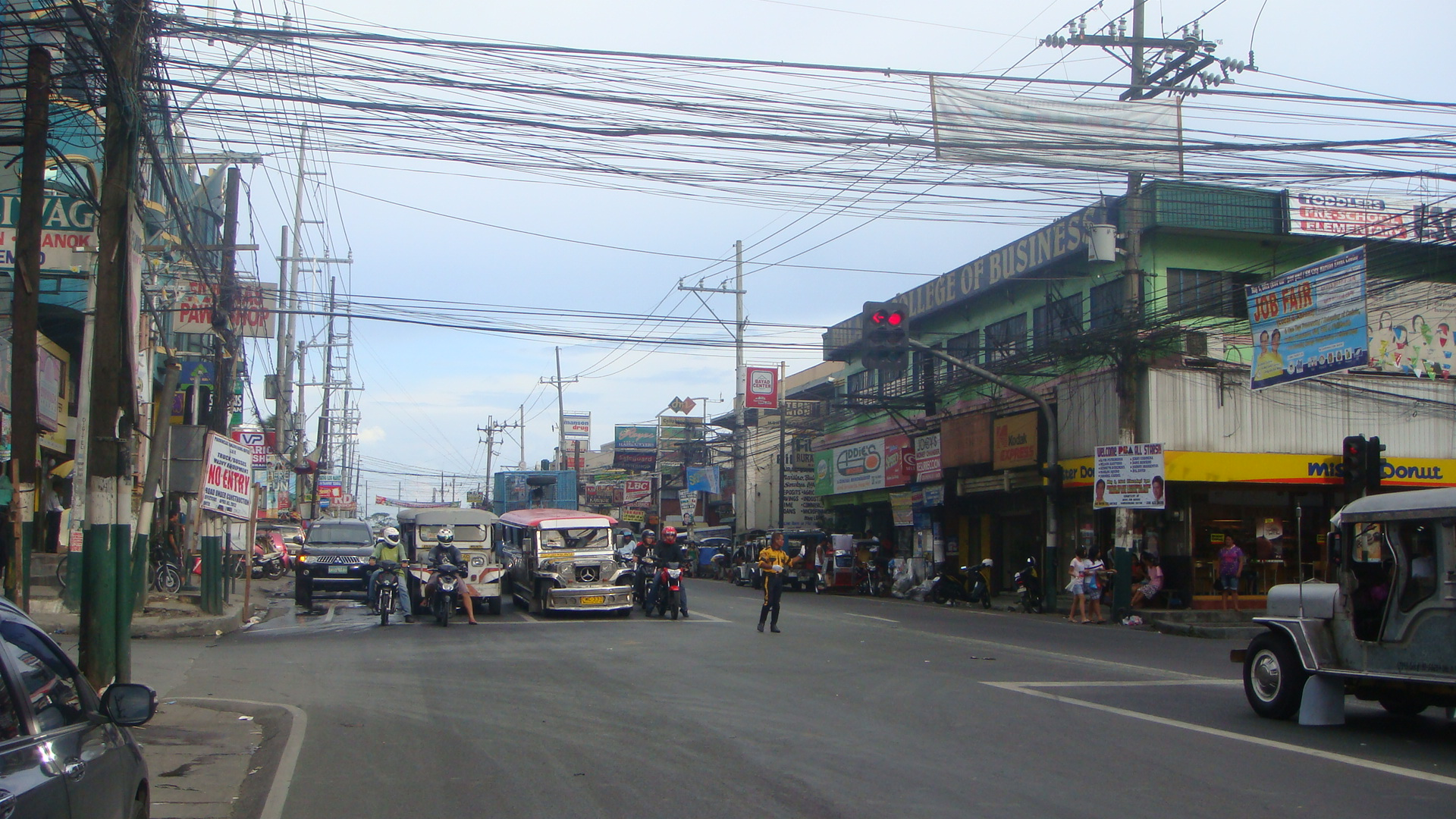
Esempio di contaminazione visuale: mescolanza di cavi e fili elettrici sospesi all'angolo di una strada principale nelle Filippine a cui si aggiunge un articolato miscuglio di insegne commerciali a caratterizzare lo sfondo della veduta.

La contaminazione visuale è un problema estetico che riguarda la compromessa capacità di godere di una vista o panorama.
Essa disturba le aree visuali a causa di modifiche negative dell'ambiente. Cartelloni, depositi all'aperto di spazzatura, torri telefoniche, fili elettrici, costruzioni, automobili, sovraffollamento sono esempi di contaminazione visuale. Quest'ultima può in ultima analisi definirsi come l'insieme di tutte quelle formazioni irregolari che impattano sia su ambienti naturali che edificati.
Gli effetti dell'esposizione alla contaminazione visuale comprendono: distrazione, affaticamento della vista, diminuzione della diversità di opinione e perdita d'identità.

## Fonti di contaminazione visuale

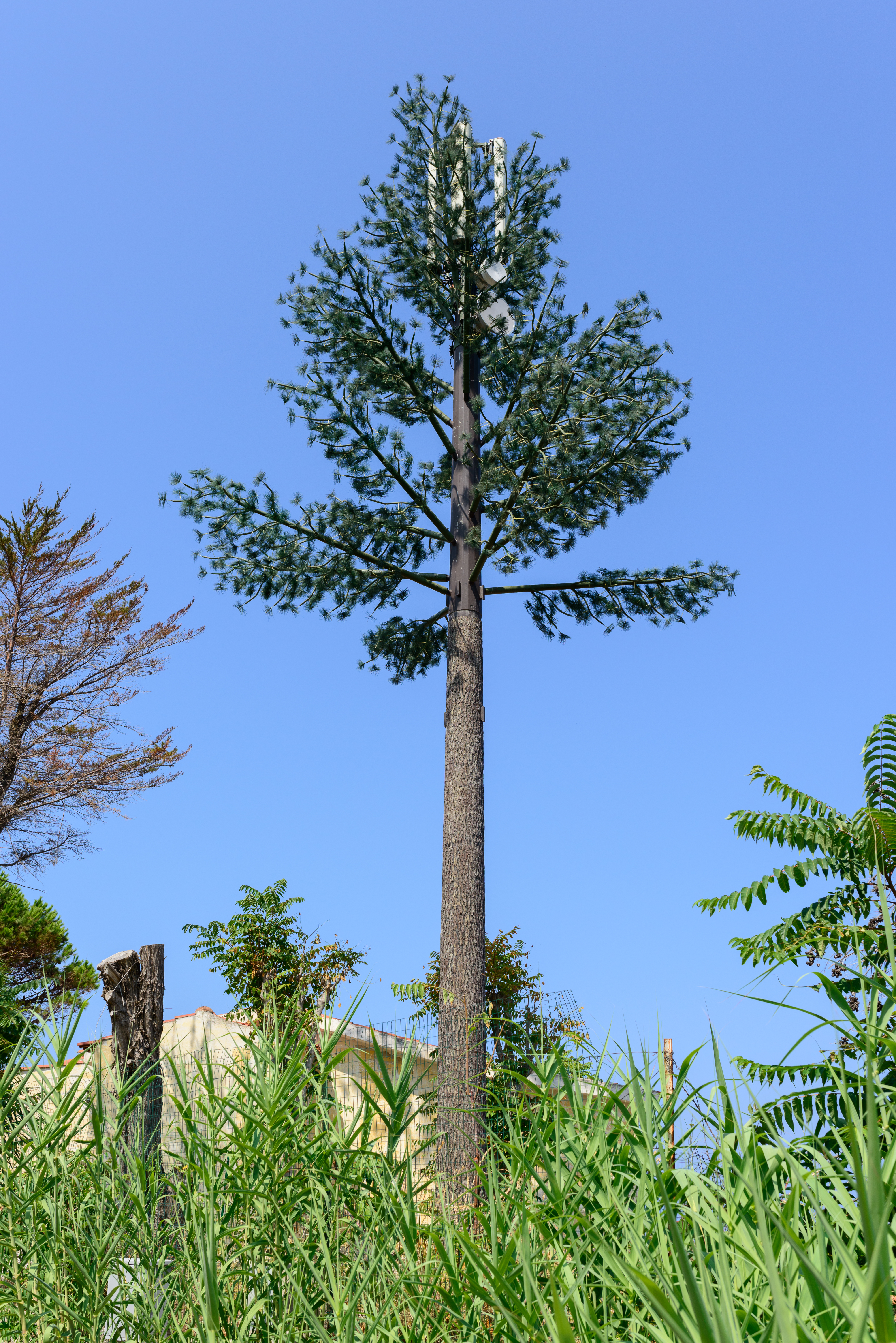
Albero virtuale che nasconde una torre trasmittente di telefonia mobile in Calabria.

I gestori locali delle aree urbane hanno la responsabilità di ciò che viene costruito e assemblato nei luoghi pubblici. Talvolta gli operatori economici, nel tentativo di massimizzare i profitti, creano il disordine virtuale con decisioni che vanno a scapito della pulizia, l'architettura, la logica e l'uso degli spazi nelle aree urbane, non tenendo conto della disposizione delle stazioni dei mezzi di trasporto, dei contenitori dell'immondizia, dei grandi pannelli e delle bancarelle. A ciò non di rado si accompagna l'insensibilità delle amministrazioni locali: la scarsa pianificazione di edifici e sistemi di trasporto creano la contaminazione visuale. L'incremento di alte costruzioni porta a impatti negativi nelle caratteristiche visuali e fisiche distruggendo gli ambienti naturali.
Una frequente critica alla pubblicità è la sua onnipresenza. I cartelloni pubblicitari sono accusati di distrarre gli automobilisti, di danneggiare il gusto del pubblico, di accentuare il bisogno sconfinato dei consumi e di imbrattare il territorio Negli Stati Uniti a contrastarne la presenza è intervenuta la legge per la Highway Beautification, nata per l'abbellimento delle autostrade mediante il controllo e l'eventuale rimozione dei cartelli. Fortunatamente la frammentazione dei mezzi pubblicitari derivante dall'introduzione di nuovi mezzi di comunicazione ha contribuito a ridurre il disordine visuale. Con l'aumento dei dispositivi mobili sempre più denaro è destinato alla pubblicità sui social e sulle applicazioni mobili.

Un altro elemento legato alla contaminazione visuale è rappresentato dai graffiti, spesso offensivi e inappropriati e comunque fatti senza il consenso del proprietario. Anch'essi, al pari dei cartelloni pubblicitari, contribuiscono ad aumentare il disordine visuale snaturando la veduta.

## Prevenzione

### Stati Uniti
Negli Stati Uniti ci sono molte iniziative che stanno via via prendendo piede per impedire la contaminazione visuale. La legge federale nota come Highway Beautification Act del 1965 limita il collocamento di cartelloni pubblicitari sulle strade principali. Un'altra legge, la Intermodal Surface Transportation Efficiency Act (ISTEA) del 1991, ha incentivato lo sviluppo delle infrastrutture stradali in sintonia con i bisogni delle comunità. La legge ha permesso di creare un sistema di percorsi di vacanze statali e nazionali e di fornire sussidi per sentieri ciclabili, preservazioni storiche e conservazioni sceniche.
Un'organizzazione americana, la Dunn Foundation, è impegnata a sensibilizzare l'opinione pubblica sulla contaminazione visuale e sull'importanza dell'aspetto paesaggistico attraverso programmi educativi. La fondazione ha progettato un pacchetto interattivo per studenti delle classi 3-12 (3º anno delle scuole primarie fino all'ultimo anno delle scuole superiori) su come migliorare l'ambiente visuale nelle loro comunità.
Un'altra azienda che lavora sulla prevenzione del disordine visuale è la Scenic America, organizzazione senza fini di lucro che prevede la nascita di un movimento finalizzato a sostenere la conservazione scenica quale strumento di accrescimento economico e di riduzione della contaminazione visuale.

### Brasile
Nel settembre del 2006 la città di San Paolo ha approvato la Cidade Limpa (Legge Città Pulita), bandendo l'uso delle pubblicità in spazi aperti.